# Tom și Jerry: Inelul fermecat
Tom și Jerry: Inelul fermecat (în engleză Tom and Jerry: The Magic Ring) este un film animat direct-pe-video de fantezie-comedie din 2002 cu Tom și Jerry. A fost prima tentativă făcută pentru video de a recapta stilul filmelor scurte originale ale lui Hanna și Barbera. De asemenea acesta este ultimul proiect și ultima producție cu Tom și Jerry produsă executiv de William Hanna și Joseph Barbera datorită morții lui Hanna pe 22 martie 2001. Este și prima producție Tom și Jerry de Warner Bros. Animation. Un joc pentru Game Boy Advance bazat pe acest film a fost de asemenea făcut.

## Rezumat
Un tânăr vrăjitor îl lasă pe motanul Tom în grija unui inel magic în timp ce acesta pleacă în Calcutta. Însă Tom se îngrozește când lui Jerry îi se înțepenește în mod accidental inelul pe cap iar acesta fuge în oraș. Tom fuge îngrozit după Jerry și de-a lungul drumului cei doi se reîntâlnesc cu personaje vechi cum ar fi Droopy (în rolul unui clarvăzător), șoricelul Nibbles, Spike și Tyke și vărul musculos al lui Jerry. Inelul vrăjitorului devine sursa unui torent de magie declanșată la întâmplare, în timp ce Tom și Jerry încearcă sa îl dea jos.

## Legături externe
- Tom și Jerry: Inelul fermecat la Internet Movie Database